# Psaliodes laticlara
Psaliodes laticlara är en fjärilsart som beskrevs av Paul Dognin 1904. Psaliodes laticlara ingår i släktet Psaliodes och familjen mätare. Inga underarter finns listade i Catalogue of Life.